# 요시이 고스케
요시이 고스케(일본어: 吉井 孝輔, 1986년 3월 19일 ~ )는 일본의 전 축구 선수이다.

## 구단 경력
그는 2004년부터 2019년까지 J리그의 쇼난 벨마레, 로아소 구마모토, 가고시마 유나이티드 FC에서 활동하였다.